# Zonas de mínimo oxígeno
Las zonas de mínimo oxígeno (ZMO) son áreas del océano que tienen una muy baja concentración de oxígeno (O2) disuelto. 
Estas zonas ocurren a profundidades de aproximadamente 200 a 1,500 m, dependiendo de las circunstancias locales. Las ZMO se encuentran en todo el mundo, típicamente a lo largo de la costa occidental de los continentes, en áreas donde una interacción de procesos físicos y biológicos reduce de manera competitiva la concentración de oxígeno (procesos biológicos) y restringe la mezcla del agua con las aguas circundantes (procesos físicos), creando una "piscina " de agua donde las concentraciones de oxígeno caen del rango normal de 4–6 mg/lt a menos de 2 mg / lt.
Existen tres grandes zonas de mínimo de oxígeno en el mundo: en el mar Arábigo, en el Pacífico tropical norte y en el Pacífico tropical sur. En estas zonas las corrientes ascendentes transportan numerosos nutrientes a la superficie, estimulando la producción primaria en la superficie por medio de la fotosíntesis (lo cual permite que haya gran número de peces, haciendo ricas en pesquerías estas áreas). Gran parte de la materia orgánica se hunde al no poder ser asimilada en la superficie, y en su camino hacia el fondo del océano estimula la respiración de la misma para su remineralización provocando el uso del dioxígeno y su desaparición (pues no hay producción en estos niveles debido a la escasez de luz).
Estas zonas cubren un pequeño volumen del océano pero tienen gran importancia pues en ellas se estima que se produce entre un 30 y un 50 % de la pérdida del nitrógeno orgánico asociada a la desnitrificación y al proceso conocido como anammox.